# Schotse koloniën
De Schotse koloniën in Noord-Amerika bestonden van de zeventiende tot de achttiende eeuw. Schotland was een onafhankelijk land tot 1707.

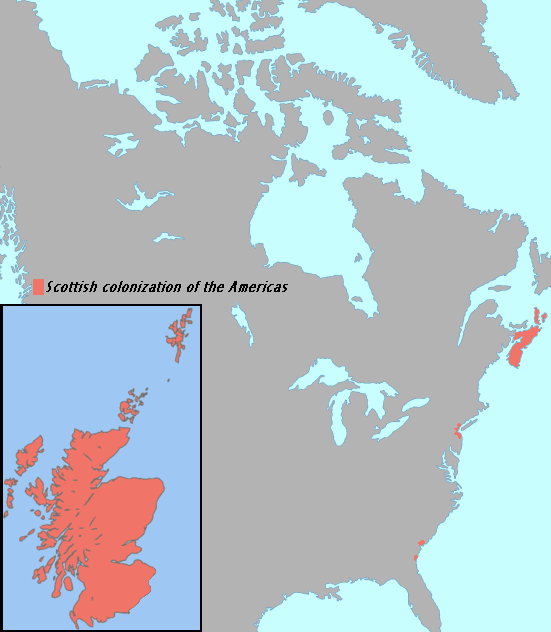
Schots kolonisatie in Noord-Amerika

## Nova Scotia
Er wordt beweerd dat de edelman Henry Sinclair al in de veertiende eeuw voet aan wal zette in Noord-Amerika, maar de eerste gedocumenteerde aanwezigheid van de Schotten in Amerika was in 1621. Op 29 september 1621 gaf koning Jacobus VI van Schotland de goedkeuring aan graaf Willem Alexander van Stirling om een kolonie te stichten. In 1622 gingen de eerste kolonisten naar Amerika om er nederzettingen te stichten. Deze pogingen mislukten aanvankelijk en de eerste permanente kolonie kwam er pas in 1629. De kolonie heette Nova Scotia, Latijn voor Nieuw-Schotland. Het was een eiland tussen Newfoundland en New England. 
Op Nova Scotia was er eerder al de nederzetting Port Royal gesticht door de Fransen in 1604, maar later in de steek gelaten. De Fransen herbevolkten Port Royal, maar de Engelsen en de Schotten verdreven hen in 1629 toen de Schotten deze nederzetting overnamen. De Schotse overheersing duurde echter niet lang. Door het Verdrag van Suza in 1631 ondertekend door Karel I van Engeland werd Nova Scotia teruggegeven aan de Fransen. Het eiland werd onderdeel van Acadië, maar dankt nu wel zijn naam aan de kortstondige Schotse overheersing.

## Cape Breton
In 1625 gaf koning Jacobus VI zijn goedkeuring voor een nederzetting op Cape Bretoneiland, genaamd New Galloway. Dit gebied werd echter nooit gekoloniseerd, waarschijnlijk door de problemen in het naburige Nova Scotia.

## East New Jersey
Op 23 november 1683 gaf koning Karel II van Engeland zijn goedkeuring voor een kolonie in New Jersey. New Jersey werd opgedeeld in een Engels gebied, West Jersey en een Schots gebied, East Jersey. De quaker Robert Barclay was een drijvende kracht achter de Schotse kolonie. In 1702 fuseerden de Engelse en de Schotse delen tot één provincie.   
Tijdens de jaren '80 van de zeventiende eeuw emigreerden zo'n 700 Schotten, voornamelijk uit Aberdeen en Montrose naar East Jersey. Later volgde nog meer emigratie, die verminderde rond 1890.

## Kolonie Edinburgh
De Company of Scotland werd in 1695 opgericht door William Paterson, met als doel eigen koloniën in handen te krijgen. Het lukte de Company niet om financiering in het buitenland te verkrijgen voor haar missie. Uiteindelijk waren het vooral Schotten, uit alle bevolkingslagen, die hun geld in de missie staken. In totaal ging bijna een vijfde van het Schotse kapitaal op aan de missie.
De Schotse zakenman William Paterson pleitte al lange tijd voor een kolonie in Darien, op de Landengte van Panama, waar een verbinding tussen de Atlantische Oceaan en de Stille Oceaan zou kunnen worden aangelegd. Vijf schepen met in totaal 1200 Schotten trokken naar de nieuwe kolonie, die ze Edinburgh noemden. Al gauw bleek het gebied ongeschikt voor landbouw en veel kolonisten vielen ten prooi aan tropische ziekten. De overgeblevenen trokken naar Jamaica, zodat een tweede lichting uit Schotland in 1699 een verlaten kolonie aantroffen.
kolonie · kolonisatie · kolonialisme · dekolonisatie (staatkundig) · dekolonisatie (cultureel)· neokolonialisme · postkolonialisme · imperialisme